# Parafia św. Jacka w Rzeszowie
Parafia św. Jacka w Rzeszowie – parafia znajdująca się w diecezji rzeszowskiej w dekanacie Rzeszów Południe. Erygowana w 1990. Mieści się przy ulicy Dominikańskiej. Parafia jest prowadzona przez oo. Dominikanów.

## Historia
28 października 1986 roku decyzją Prowincjała Polskiej Prowincji Dominikanów o. Tadeusza Marka dominikanie przybyli do Rzeszowa. Zamieszkali w zakupionym niewielkim domku przy ul. Pstrowskiego 15 (obecnie ul. Dominikańska). W tajemnicy zaadaptowali garaż na kaplicę, którą 21 grudnia 1986 roku bp Stefan Moskwa poświęcił pw. Matki Bożej Różańcowej i został otworzony nowy punkt duszpasterski w Rzeszowie. Gdy okazało się, że kaplica nie mieści wiernych, zdecydowano o budowie większej. 
W nocy 2 czerwca 1987 roku, obok rozpoczęto budowę nowej kaplicy, którą 20 marca 1988 roku poświęcił bp Stefan Moskwa pw. św. Jacka. 29 października 1987 roku o. Justyn Sigda, budowniczy i przełożony Domu Zakonnego Dominikanów, otrzymał wyrok skazujący 8 miesięcy pozbawienia wolności i 150 tysięcy złotych grzywny za nielegalne wybudowanie kaplicy i stworzenie ośrodka duszpasterskiego. 
26 sierpnia 1990 roku dekretem bpa Ignacego Tokarczuka erygowana parafia. W 1994 roku rozpoczęto budowę Klasztoru i kościoła, według projektu arch. mgr. inż. Romana Orlewskiego. W jesieni 1997 roku dominikanie zamieszkali w nowym klasztorze. 15 października 2000 roku bp Kazimierz Górny poświęcił kościół. W latach 2001–2004 zbudowano boczną nawę i wieżę. 24 października 2020 roku bp Jan Wątroba dokonał konsekracji kościoła. Na terenie parafii jest 3 200 wiernych.